# 花草關係
《花草關係》，是台湾漫画家賴安画的漫画作品。漫画讲述女主戴小刀為照顧青梅竹馬李晴日，就女扮男裝跟晴日一起進入花草高中读书，但是刚入學时就一直出状况狀況。人物分配一女四男。